# Дом культуры имени М. И. Калинина
Дом культуры имени М. И. Калинина (ранее — Уфимского моторостроительного производственного объединения) — исторический дворец культуры в Инорсе города Уфы, здание которого принадлежит Башкирскому государственному педагогическому университету. Построен на месте уничтоженной Богородской часовни.
Являлся первым клубом Уфы, единственным клубом и кинотеатром в селе Моторном, а позже — города Черниковска, до 1948, когда открылся кинотеатр «Победа». В 2002–2015 в здании располагался Уфимский филиал Московского государственного гуманитарного университета имени М. А. Шолохова. Ныне в здании расположена средняя школа № 51.

## Описание
Имел два зрительных зала на 690 и 400 мест, комнаты для кружковой работы, гримёрные и методический кабинет. Действовало 17 коллективов самодеятельного художественного творчества.

## История
Ранее на этом месте находилась Богородская часовня, стоявшая на въезде в село Богородское. Разрушена до 1930-х.
Построен в стиле конструктивизма по типовому проекту в 1933 как кинотеатр «Ударник» Моторного завода (в 1932 кинотеатр «Восток» этого проекта построен в жилом квартале ИНОРС Соцгорода ЧТЗ в Челябинске).
В эвакуацию во время Великой Отечественной войны, в здании организован эвакуационный пункт по первичному приёму семей рабочих из Рыбинска. С 1942 — клуб. В этот период концертмейстером клуба работала Е. О. Вайнтрауб. В декабре 1945 в клубе проведён ремонт для подготовки к проведению выборов в Верховный Совет СССР. В 1947, к 30-й годовщине Октябрьской революции, проведён капитальный ремонт клуба.
В 1950-х перестроен в стиле советского неоклассицизма: в 1953 сделан пристрой; переименован в Дом культуры и открыт в 1956. В 1959, впервые звание «народного театра» присвоено четырём коллективам из Башкирской АССР, в том числе — при Доме культуры.
В 2003 Уфимское моторопроизводственное объединение передало здание Уфимскому филиалу Московского государственного гуманитарного университета имени М. А. Шолохова. Здание реконструировано и переоборудовано под учебные аудитории за 18 млн рублей ООО «Промстрой».
С 1 сентября 2016 в здании временно расположена средняя школа № 51.